# Бадара (река)
Бадара (азерб. Badara) — река в Азербайджане, левый приток реки Гаргарчай.

## Характеристика
Река Баллыджа берёт начало в Карабахском хребте и является левым притоком реки Гаргарчай. Река Гаргарчай, в свою очередь является притоком реки Кура.
Длина реки составляет 32 км. Площадь водосборного бассейна — 263 км².

## Населённые пункты
Река Бадара протекает на территории Ходжалинского района Азербайджана. На левом берегу реки расположено село Бадара.